# (32517) 2001 OA54
2001 OA54 (asteroide 32517) é um asteroide da cintura principal. Possui uma excentricidade de 0.15282600 e uma inclinação de 13.85523º.
Este asteroide foi descoberto no dia 21 de julho de 2001 por NEAT em Palomar.